# Convenció de Xipre
La Convenció de Xipre del 4 de juny de 1878 va ser un acord secret entre el Regne Unit i l'Imperi Otomà que va concedir el control de Xipre a Gran Bretanya a canvi del suport dels otomans durant el Congrés de Berlín. Aquest acord va ser el resultat de negociacions secretes que es van produir a principis de 1878.